# Flaga Etiopii
Flaga Etiopii powstała poprzez połączenie trzech tradycyjnych kolorów: zielonego, żółtego i czerwonego.

## Opis
Przez długi okres Etiopia była jedynym niepodległym krajem Afryki, w związku z tym, narodowe barwy tego kraju stały się barwami afrykańskimi. Utożsamiono je z ruchem panafrykanizmu, walki z kolonializmem o wolność Afryki. Barwy te chętnie były przyjmowane po II wojnie światowej przez wiele nowo powstałych państw i do dziś odnaleźć je można w narodowych flagach wielu krajów afrykańskich, m.in. Beninu, Burkina Faso, Ghany, Gwinei, Gwinei Bissau, Kamerunu, Konga, Mali, Senegalu, Togo, czy na starej, obowiązującej do 2001 roku fladze Rwandy.
Obecny wzór flagi, z żółtą gwiazdą wpisaną w błękitne koło, został zaakceptowany 6 lutego 1996 r. i zastąpił dotychczasową flagę bez gwiazdy.
Znaczenie poszczególnych kolorów jest rozmaicie wyjaśniane. Symbolika państwowa jest następująca:
- kolor zielony symbolizuje żyzność etiopskiej ziemi
- kolor żółty symbolizuje miłość do ojczyzny
- kolor czerwony symbolizuje siłę oraz krew przelaną w walce z najeźdźcami

Kolory reprezentują jednocześnie najważniejsze części kraju:
- kolor zielony reprezentuje prowincję Szeua
- kolor żółty prowincję Amhara
- kolor czerwony prowincję Tigraj

Istnieją jeszcze inne wyjaśnienia znaczenia poszczególnych kolorów na fladze etiopskiej, jedno z nich związane jest z wyznawanym w kraju chrześcijaństwem. A zatem:
- kolor zielony symbolizuje Ducha Świętego
- kolor żółty symbolizuje Boga Ojca
- kolor czerwony symbolizuje Syna Bożego

Kolory reprezentują jednocześnie główne cnoty chrześcijańskie:
- zielony – nadzieję
- żółty – miłość bliźniego
- czerwony – wiarę

Proporcje wielkości poziomych pasów wynoszą 1:3.
Znajdująca się pośrodku flagi pięcioramienna gwiazda symbolizuje równość wszystkich zamieszkujących Etiopię grup etnicznych, płci i wyznań. Promienie, którymi emanuje gwiazda, symbolizują świetlistą przyszłość Etiopii, zaś błękitne tło reprezentuje pokój i demokrację.

## Historyczne wersje flagi

### Bandery marynarki wojennej

Bandera wojenna Etiopii z lat 1955–1974
Bandera wojenna Etiopii z lat 1974–1975

### Flagi narodowe

Przed wprowadzeniem prostokątnej flagi Etiopia używała trójkolorowych proporczyków. Czerwony wówczas znajdował się na górze.
Flaga Etiopii z lat 1897–1913
Flaga cesarska 1897–1974 z Lwem Judy
Flaga Etiopii z lat 1974–1975, po obaleniu Haile Selassiego
Flaga Etiopii 1975–1987
Flaga państwowa z lat 1975–1987
Flaga Ludowo-Demokratycznej Republiki Etiopii 1987–1991
Flaga Etiopii 1991–1996
Flaga Federalnej Republiki Demokratycznej Etiopii z 1996 roku